# サメバーガー
サメバーガーは小笠原諸島、上越市、宮古島などのご当地バーガーである。バンズにミートパティの代わりにサメ肉が挟み込まれている。